# Onobrychis haussknechtii
Onobrychis haussknechtii är en ärtväxtart som beskrevs av Pierre Edmond Boissier. Onobrychis haussknechtii ingår i släktet esparsetter, och familjen ärtväxter. Inga underarter finns listade i Catalogue of Life.